# Verschlussplethysmografie
Die Verschlussplethysmografie (unter anderem als Venenverschluss-Plethysmografie) ist ein Untersuchungsverfahren in der Medizin, das zur Diagnostik und Verlaufskontrolle arterieller und venöser Gefäßkrankheiten eingesetzt wird. Die Messung von Volumenänderungen (Plethysmografie) in Gliedmaßen erlaubt Aussagen über den Zustrom und Abfluss von Blut.
Die Messungen werden meist an den Beinen, seltener auch an den Armen durchgeführt, wobei verschiedene Messfühler zum Einsatz kommen. Am häufigsten werden Umfangsmessungen mittels Quecksilberdehnungsmessstreifen durchgeführt, selten auch mit einem Gleitglieder-Messfühler (nach Jürgen Gutmann). Echte Volumenmessungen sind mit einer Wasser- oder Luft-Plethysmografie möglich.
Die Messungen erfolgen meist an der Wade, am Fuß und an den Zehen. Durch gezielte Kompression von Venen und Arterien während der Verschlussplethysmografie kann der Blutfluss semi-quantitativ berechnet werden. Dabei können sowohl der Bluteinstrom und damit die arterielle Durchblutung als auch der Blutrückfluss und damit die Funktion des Venensystems beurteilt werden.